# Selenicereus murrillii
A Selenicereus murrillii egy kevéssé ismert, és termesztésben nem megtalálható epifita kaktusz.

## Elterjedése és élőhelye
Mexikóban, Colima környékén fordul elő.

## Jellemzői
A növény 6 m-nél is magasabbra felkúszhat, hajtásai karcsúak, 8 mm átmérőjűek, sötétzöldek, sok léggyökeret képeznek, 7-8 bordásak, melyek alacsonyak, areolái 10–20 mm távolságra fejlődnek, fehéren gyapjasak, 5-6 tövist hordoznak, a két alapi hosszabb, 10–20 mm hosszú, zöldesfekete. Virágai 150 mm hosszúak és átmérőjűek, a pericarpium areolái fehéren gyapjasak, 1-3 tövist viselnek, nincsenek sertetöviseik, a külső szirmok egyenesek, visszahajlók, zöldes árnylatúak, alsó részük vöröses, a belsők széles tölcsért képeznek, fehérek, a porzók és a bibe krémszínűek.

## Rokonsági viszonyai
Közeli rokona a Selenicereus spinulosus és Selenicereus inermis (sensu lato) fajoknak.